# Electronic flight instrument system

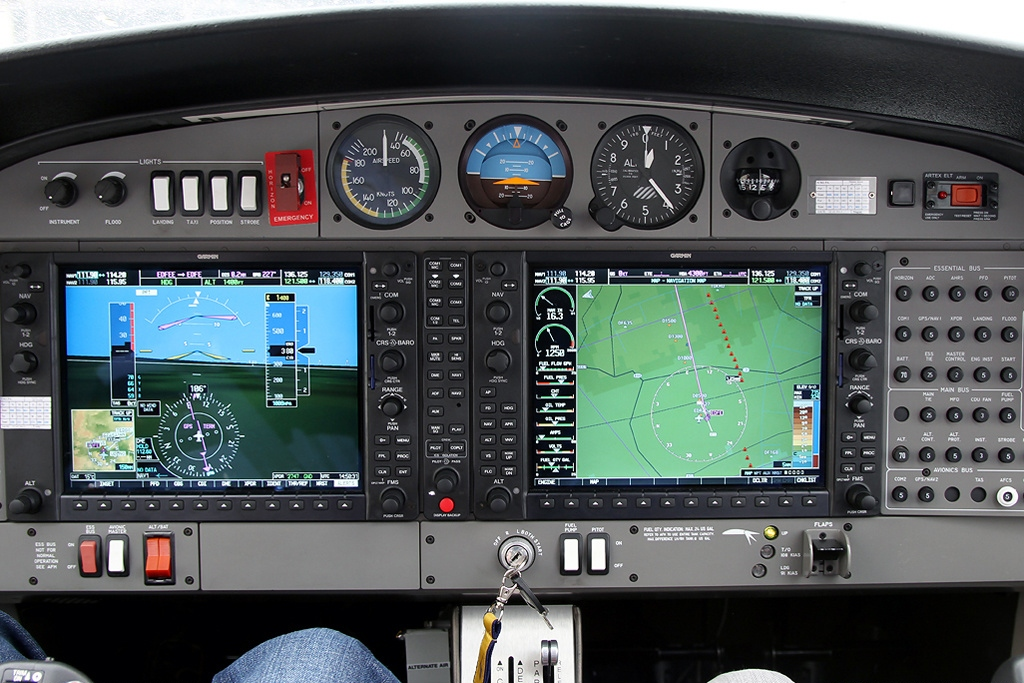
EFIS d'un Diamond DA40.

L'Electronic Flight Instrument System (système d'instruments de vol électronique) est un équipement avionique. Il s'agit d'un ordinateur qui centralise les informations sur le vol de l'appareil et les affiche. 
L'interface homme-machine de l'EFIS comporte généralement deux écrans, cathodiques sur des avions relativement anciens (Airbus A310 par exemple) et LCD sur des avions plus récents. 
- Le PFD ou Primary Flight Display affiche un horizon artificiel et les paramètres de vol : altitude (par rapport au niveau de la mer et par rapport au terrain), vitesse, cap, etc.
- Le ND ou Navigation Display affiche les informations relatives à l'itinéraire : points de cheminement, balises radio, etc.